# Corinne Marchand
Pour les articles homonymes, voir Marchand.
Corinne Marchand, de son vrai nom Denise Marchand, née le 4 décembre 1931 dans le 10e arrondissement de Paris, est une actrice et chanteuse française, rendue célèbre par le film d'Agnès Varda : Cléo de 5 à 7 (1962).

## Biographie

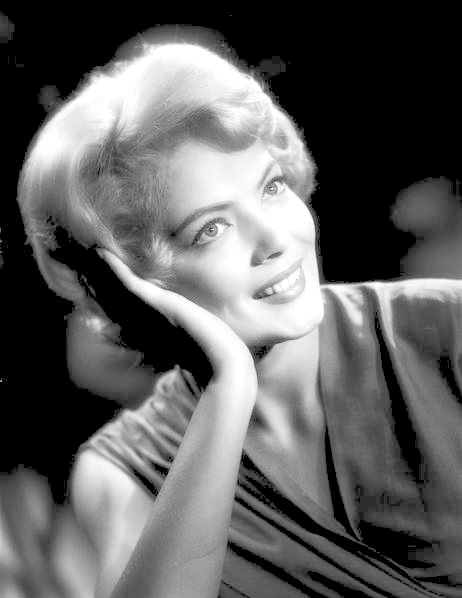
Corinne Marchand en 1958 (Studio Harcourt).

Élève de cours dramatiques, elle est d'abord chanteuse et meneuse de revues, et joue dans des opérettes. Après des petits rôles au cinéma, Agnès Varda lui offre celui de « Cléo » qui la fait accéder à la célébrité du jour au lendemain. Elle a également présenté des émissions télévisées aux côtés de Jean-Claude Darnal (Jeux de Noël, le 24 décembre 1965 sur la 1re chaîne).
Diplômée de l'École d'apiculture de Charenton, Corinne Marchand, outre son métier de comédienne, s'est lancée dans la production de miel et en produit 200 kilos en 1971.
Mariée, elle vit à Chambly et a une fille, Marie-Joëlle, née en 1964.

## Filmographie

### Cinéma

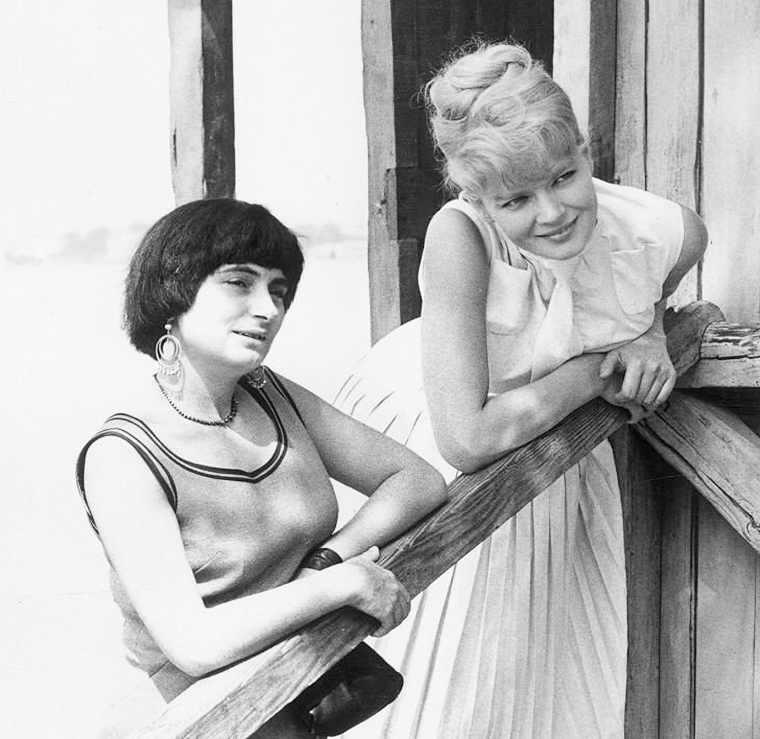
Avec Agnès Varda en 1962, pour la Mostra de Venise.

- 1954 : Cadet Rousselle d'André Hunebelle : une danseuse
- 1955 : Napoléon de Sacha Guitry et Eugène Lourié
- 1955 : Le Couteau sous la gorge de Jacques Séverac : une cliente du cabaret
- 1957 : Donnez-moi ma chance de Léonide Moguy : Hilda
- 1958 : Gigi de Vincente Minnelli : la jeune femme avec une ombrelle blanche
- 1958 : Arrêtez le massacre d'André Hunebelle : Wanda
- 1961 : Lola de Jacques Demy : Daisy
- 1962 : Cléo de 5 à 7 d'Agnès Varda : Cléo [4]
- 1962 : Liberté 1 d'Yves Ciampi : Anne
- 1962 : Les Sept Péchés capitaux, film à sketches, épisode La Luxure de Jacques Demy : la fille dans la rue
- 1963 : Une femme est passée (Nunca pasa nada) de Juan Antonio Bardem : Jacqueline
- 1964 : L'Heure de la vérité de Henri Calef : Dahlia
- 1966 : Les Sultans de Jean Delannoy : Mireille
- 1966 : Arizona Colt (Arizona colt) de Michele Lupo : Jane
- 1966 : Le Canard en fer blanc de Jacques Poitrenaud : Maria
- 1966 : Du mou dans la gâchette (Deux tueurs) de Louis Grospierre : Valérie
- 1968 : La Prisonnière de Henri-Georges Clouzot : simple apparition
- 1969 : Le Passager de la pluie de René Clément : Tania
- 1970 : Borsalino de Jacques Deray : Madame Rinaldi
- 1972 : L'Ingénu de Norbert Carbonnaux : Élisabeth
- 1972 : Liza (Scampolo) de Marco Ferreri : la femme de Giorgio
- 1972 : Voyages avec ma tante (Travels with My Aunt) de George Cukor : Louise
- 1975 : L'Amour aux trousses de Jean-Marie Pallardy : Agnès
- 1979 : Coup de tête de Jean-Jacques Annaud : Madame Sivardière
- 1982 : Nestor Burma, détective de choc de Jean-Luc Miesch : Clara Nox
- 1984 : Louisiane de Philippe de Broca : Anne MacGregor
- 1986 : Attention bandits ! de Claude Lelouch : Manuchka
- 1988 : Le Client, court métrage de Marc Serhan
- 1993 : La Dame blanche, court-métrage de Charles Dubois pour France 3-Formation : la star
- 1994 : Le Parfum d'Yvonne de Patrice Leconte : la patronne des Tilleuls
- 1997 : Les Palmes de monsieur Schutz de Claude Pinoteau : Madame Schutz
- 2004 : Innocence de Lucile Hadžihalilović : la directrice
- 2017 : La Mélodie de Rachid Hami : la mère de Simon

### Télévision
- 1964 : La Confrontation d'Yves-André Hubert
- 1967 : Au théâtre ce soir : Vacances pour Jessica de Carolyn Green, mise en scène Yves Bureau, réalisation Pierre Sabbagh, Théâtre Marigny
- 1969 : Les Pelouses de Bagatelle d'Abder Isker, d'après le roman de Jack Pulman
- 1970 : La Cruche de Georges Courteline, mise en scène d'André Teisseire
- 1971 : Une autre vie de Louis Grospierre (feuilleton)
- 1971 : Robert Macaire de Pierre Bureau (téléfilm) : Eloa
- * 1972 : Les Évasions célèbres (épisode L'Evasion du duc de Beaufort) : Anne d'Autriche
- 1972 : Le Nez d'un notaire de Pierre Bureau (téléfilm), d'après le roman d'Edmond About, avec Daniel Ceccaldi, Roland Armontel, Angelo Bardi.
- 1973 : Calendriers de l'histoire (no 16)
- 1974 : Un curé de choc (26 épisodes de 13 minutes) de Philippe Arnal
- 1975 : Les Grands Détectives, épisode : La Lettre volée d'Alexandre Astruc, d'après Edgar Allan Poe. Rôle : La reine
- 1979 : Le Destin de Priscilla Davies, de Raymond Rouleau, d'après une nouvelle d'Henry James.
- 1979 : Ne savoir rien de Georges Farrel, d'après le roman de Suzanne Blum.
- 1980 : Au théâtre ce soir : Danse sans musique de Richard Puydorat et Albert Gray d'après Peter Cheyney, mise en scène René Clermont, réalisation Pierre Sabbagh, Théâtre Marigny
- 1981 : Henri IV de Luigi Pirandello, mise en scène de Roger Hanin, réal. de Jeannette Hubert, Festival de Pau.
- 1983 : Le Crime de Pierre Lacaze de Jean Delannoy
- 1983 : Raison d'amour de Philippe Ronce, d'après la pièce d'Eric Westphal, série Le Petit Théâtre d'Antenne 2.
- 1984 : Rue Carnot de Jean-Pierre Desagnat, Pierre Goutas, Gilles Legrand
- 1987 : Les Enquêtes du commissaire Maigret, épisode : Maigret chez le ministre de Louis Grospierre
- 1988 : Allô, tu m'aimes ? de Pierre Goutas (série TV)
- 1988 : Les Cinq Dernières Minutes, épisode Crime blanc bleu de Louis Grospierre
- 1991 : Napoléon et l'Europe, collectif
- 1997 - 1999 : Un homme en colère
- 1997 : Crime d'amour de Maurice Bunio : Geneviève Masson
- 1999 : Sous le soleil (série télévisée) : Colette Manzani
- 2003 : L'Instit (série), épisode 7x01, Terre battue de Pat Le Guen : Françoise

## Théâtre
- 1958 : Pacifico opérette de Paul Nivoix, musique Jo Moutet, mise en scène Max Revol, Théâtre de la Porte-Saint-Martin (Paris), avec Bourvil et Georges Guétary[5].
- 1962 : Les femmes aussi ont perdu la guerre de Curzio Malaparte, mise en scène Raymond Gérôme, Théâtre des Mathurins (Paris), rôle d'Enrica
- 1964 : Trois pièces en 1 acte : Le Bel indifférent, L'École des veuves, La Voix humaine de Jean Cocteau, Théâtre municipal de Bourges
- 1965 : Agnès Bernauer de Friedrich Hebbel, mise en scène Marcelle Tassencourt, Odéon-Théâtre de l'Europe (Paris), rôle d'Agnès
- 1966: Lorenzaccio d'Alfred de Musset, mise en scène Marcelle Tassencourt, théâtre Montansier (Versailles), rôle de la duchesse
- 1968 : La main passe de Georges Feydeau, mise en scène Jacques Rosny, Théâtre des Célestins (Lyon), rôle de Francine Chanal
- 1971 : Le Faiseur de pluie de Richard Nash, mise en scène de Jaromir Knittl, Théâtre municipal de Colmar
- 1973 : Aurélia de Robert Thomas, mise en scène de l'auteur, Théâtre Daunou
- 1973 : La Complice de Louis C. Thomas et Jacques Rémy, mise en scène Jacques Ardouin, Théâtre Daunou
- 1974 : Les Nibelungen d'après des légendes germaniques, adaptation et mise en scène Jean Rougerie, Théâtre Firmin-Gémier (Anthony), rôle de Brunhild
- 1975 : La guerre de Troie n'aura pas lieu de Jean Giraudoux, mise en scène Jacques Mauclair, Théâtre des Célestins, rôle d'Andromaque
- 1975 : Le Dindon de Georges Feydeau, mise en scène Jean Meyer, Théâtre des Célestins (Lyon), rôle d'Armandine
- 1977 : L'Autre valse de Françoise Dorin, mise en scène de Michel Roux, Théâtre municipal de l'Opéra (Lille)
- 1978 : Hôtel particulier de Pierre Chesnot, mise en scène Raymond Rouleau, Théâtre de Paris
- 1978 : Boule de suif d'après Guy de Maupassant, mise en scène Jean Meyer, Théâtre des Célestins (Lyon)
- 1979 : Le Menteur de Corneille, mise en scène Jean Meyer, Théâtre des Célestins (Lyon), rôle de Clarice
- 1979 : Les Parapluies de Cherbourg de Jacques Demy et Michel Legrand, mise en scène Raymond Gérôme, Théâtre Montparnasse, rôle de Mme Emery
- 1981 : L'Homme, la bête et la vertu de Luigi Pirandello, mise en scène Henri Tisot, Théâtre des Célestins (Lyon)
- 1983 : Argent, mon bel amour de et mise en scène Roger Hanin, Théâtre Daunou
- 1984 : Là où vous êtes d'Alain Malraux, mise en scène de Marcelle Tassencourt, Théâtre Montansier, Versailles
- 1985 : Harold et Maude de Colin Higgins, mise en scène Jean-Luc Tardieu, Espace 44 Nantes
- 1986 : Les Bonshommes de Françoise Dorin, mise en scène de Jacqueline Bœuf, Théâtre de la Tête d'or (Lyon)
- 1987 : Harold et Maude de Colin Higgins, mise en scène Jean-Luc Tardieu, Théâtre Antoine